# كلية التجارة (جامعة دمياط)
كلية التجارة بدمياط هي كلية تجارة تابعة لجامعة المنصورة.

## نشأتها
نشأت كلية التجارة بدمياط في شكل فصول من كلية التجارة جامعة المنصورة في فبراير عام 1985 م التي أسسها  السيد أ.د/عصام الدين محمد زايد، عميد كلية التجارة جامعة المنصورة، بالتعاون مع السيد أ.د/ أحمد جويلى، محافظ دمياط في ذلك الوقت، ثم حُولت إلى فرع من كلية التجارة عام 1988م وتم تخريج أول دفعة من فرع كلية التجارة بدمياط عام 1989حتى الآن. وهي تقدم الخدمة التعليمية لأبناء محافظة دمياط تحت رعاية السادة عمداء الكلية تحت إشراف السادة الأساتذة.
وأخيراً صدر القرار الجمهوري رقم (267) لسنة 2006 بتاريخ 12/7/2006م باستقلال فصول كلية التجارة بدمياط لتصبح كلية مستقلة تقدم الخدمة التعليمية بضمان الجـودة لطلاب وأبناء محافظـة دمياط والأقاليم المجاورة تحت إشراف د/ ميرفت طلعت المحلاوى ـ عميد الكلية.وحاليا يعمل الاستاذ الدكتور محمد عبد الله الهنداوى عميداً للكلية.
وتم تخريج أول دفعة من كلية التجارة بدمياط عام 2008 م.

## إداراتها
تحتوي على إدارة لشؤون الطلاب وإدارة لرعاية الشباب وإدارة للدراسة والامتحانات و أخرى لشؤون الخريجين ذلك بجانب إدارات الشئون المالية والقانونية 

## موقعها
يوجد مقر الكلية الحالي في مدينة دمياط الجديدة بالحي الثاني مجاورة خامسة في مبني منفصل عن مقر فرع الجامعة بدمياط الجديدة. يضم المبني قاعات ومدرجات ومكاتب هيئة التدريس والإدارة وقاعة امتحانات كبيرة وبها مركز تدريب إداري ومكتبة ومسجد وحديقة

## وصلات خارجية
- موقع كلية التجارة جامعة دمياط
- موقع جامعة المنصورة
- موقع فرع جامعة المنصورة بدمياط نسخة محفوظة 3 فبراير 2014 على موقع واي باك مشين.
- المنتدى الرسمي لكلية التجارة